# Chegea, Satu Mare
Chegea este un sat în comuna Săcășeni din județul Satu Mare, Transilvania, România.

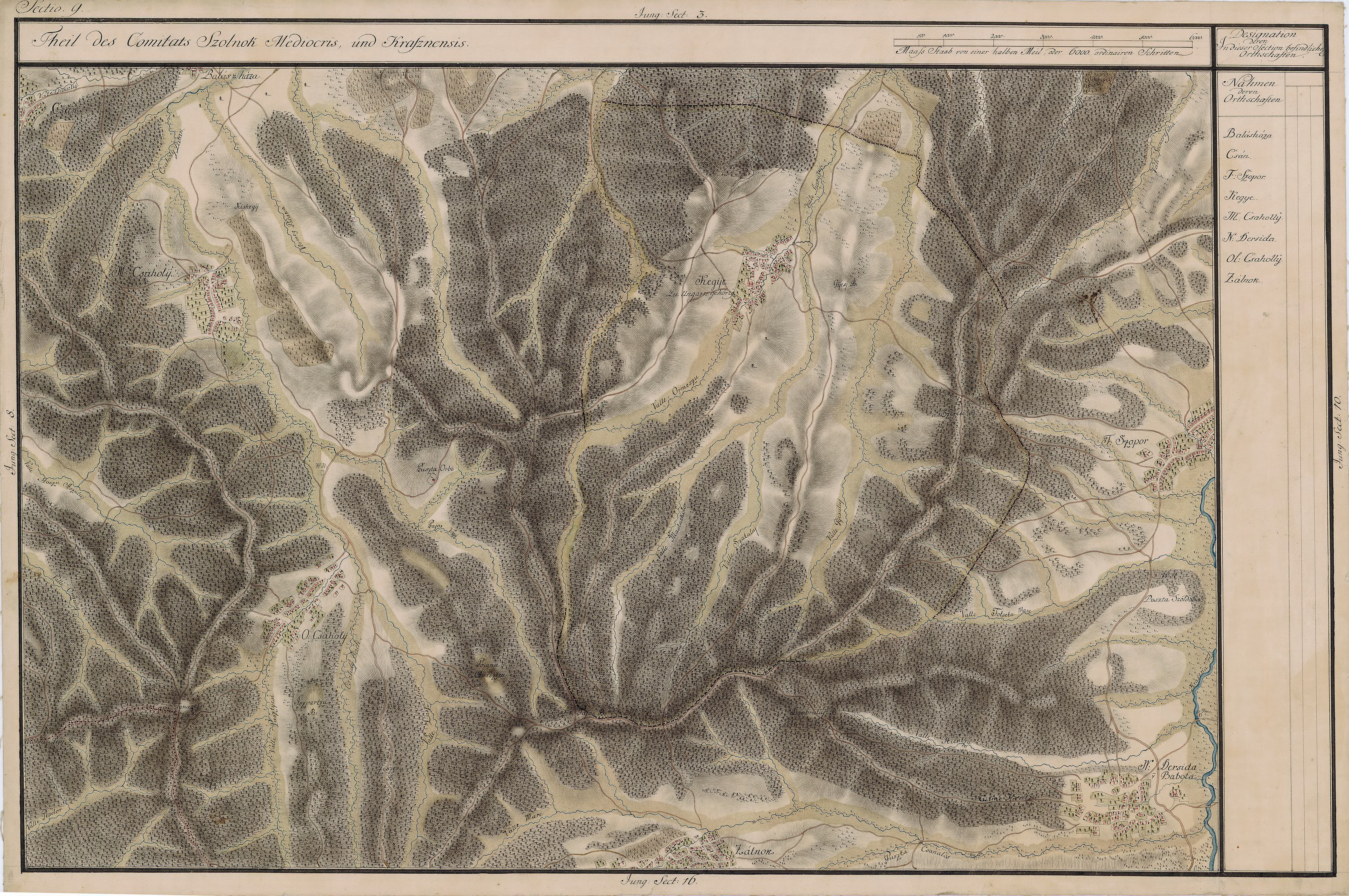
Chegea în Harta Iosefină a Transilvaniei

 Acest articol despre o localitate din județul Satu Mare este deocamdată un ciot. Puteți ajuta Wikipedia prin completarea lui.